# Gassy-Kopyty
Gassy-Kopyty – część wsi Gassy w Polsce położonej w województwie mazowieckim, w powiecie piaseczyńskim, w gminie Konstancin-Jeziorna na terenie mikroregionu etnograficznego Urzecze.
W latach 1975–1998 miejscowość administracyjnie należała do województwa warszawskiego.